# Jean Lebeuf

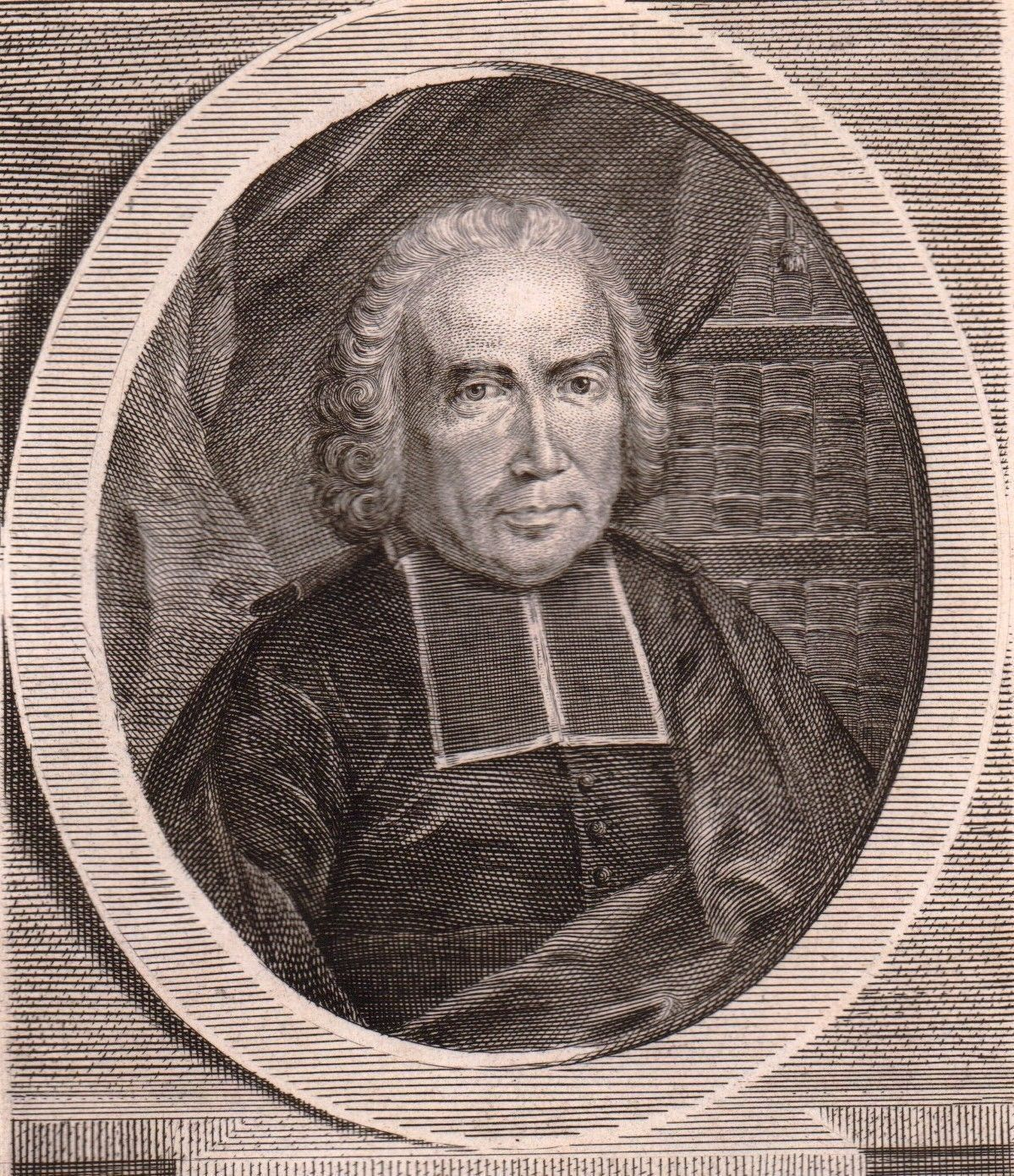
Jean Lebeuf

Jean Lebeuf (* 6. März 1687 in Auxerre; † 10. April 1760 in Paris) war ein französischer römisch-katholischer Geistlicher und Historiker.

## Leben und Werk
Jean Lebeuf (auch: abbé Lebeuf), der in Auxerre aufwuchs, wurde früh zum geistlichen Stand bestimmt. Er zeigte eine besondere Neigung zur historischen Forschung und zum liturgischen Gesang. Er durchlief in Auxerre die Ausbildung durch die Jesuiten und in Paris das Collège Sainte-Barbe (Abschluss 1704). 1711 wurde er zum Priester geweiht. Seine preisgekrönten historischen Forschungsarbeiten brachten ihm 1740 einen Sitz in der Académie des inscriptions et belles-lettres ein, wo er zu den aktivsten Mitgliedern zählte. Seine wichtigsten Texte wurden noch in neuester Zeit herausgegeben bzw. nachgedruckt. Dasselbe gilt für seine wissenschaftliche Korrespondenz. Er starb 1760 im Alter von 73 Jahren. In Paris ist der Place de l’Abbé Jean Lebeuf nach ihm benannt. In Auxerre trägt die Rue Lebeuf seinen Namen.

## Werke (Auswahl)
- (1734) De l’État des sciences dans l’étendue de la monarchie française sous Charlemagne. Paris 1734.
- (1740) Dissertation dans laquelle on recherche depuis quel tems le nom de France a été en usage pour désigner une portion des Gaules, l’étendue de cette portion ainsi dénommée, ses accroissements et ses plus anciennes divisions depuis l’établissement de la monarchie française. (Prix dans l’Académie française de Soissons, en l’année 1740) J.-B. Delespine, Paris 1740.
- (1741a) Recherches sur les plus anciennes traductions en langue française. In: Mémoires de littérature. Tirés des registres de l’Académie des Inscriptions et Belles Lettres 17, 1741, S. 709 ff und 729 ff. (Romanistik)
- (1741b) L’état des sciences en France depuis la mort du roy Robert, arrivée en 1031, jusqu’à celle de Philippe le Bel, arrivée en 1314. Lambert et Durand, Paris 1741.
- (1741c) Traité historique et pratique sur le chant ecclésiastique. Minkoff, Genf 1972. (über das Geistliche Lied)
- (1754–1757) Histoire de la ville et de tout le diocèse de Paris. Nouvelle édition annotée et continuée jusqu’à nos jours. Hrsg. Hippolyte Cocheris. 4 Bde. A. Durand, Paris 1863–1870. (Biographie in Bd. 1, S. 73–104; vollständiges Schriftenverzeichnis S. 73–104) (Stadt- und Regionalgeschichte von Paris)
  - Histoire de la ville et de tout le diocèse de Paris. 7 Bde. Culture et civilisation, Brüssel 1969–1970. (Nachdruck von Féchoz et Letourzey, H. Champion, Paris 1883–1893)